# Skovbæk
Skovbæk (dansk) eller Holmingau, Schobek (tysk) er et mindre vandløb i det centrale Angel (Sydslesvig) i den nordtyske delstat Slesvig-Holsten. Bækken udspringer et sted ved Nørreskel (også Nørreskjel, ty. Nordscheide) og Obdrup Skov, løber vest om Hostrupskov, vest om Hedebjerg og udmunder mellem Hostrup og Holming i Bollingsted Å. Bækken har en længe på 4,5 km. Dens ovre løb danner grænsen mellem Store Solt og Hostrup. 
Bækken er første gang nævnt 1771/1772. 